# شهرستان ریوییر-دو-لو
شهرستان ریوییر-دو-لو (به انگلیسی: Rivière-du-Loup Regional County Municipality) یک منطقهٔ مسکونی در کانادا است که در Bas-Saint-Laurent واقع شده‌است. شهرستان ریوییر-دو-لو ۱٬۷۶۸٫۲۰ کیلومتر مربع مساحت و ۳۴٬۳۷۵ نفر جمعیت دارد.